# 동방미인

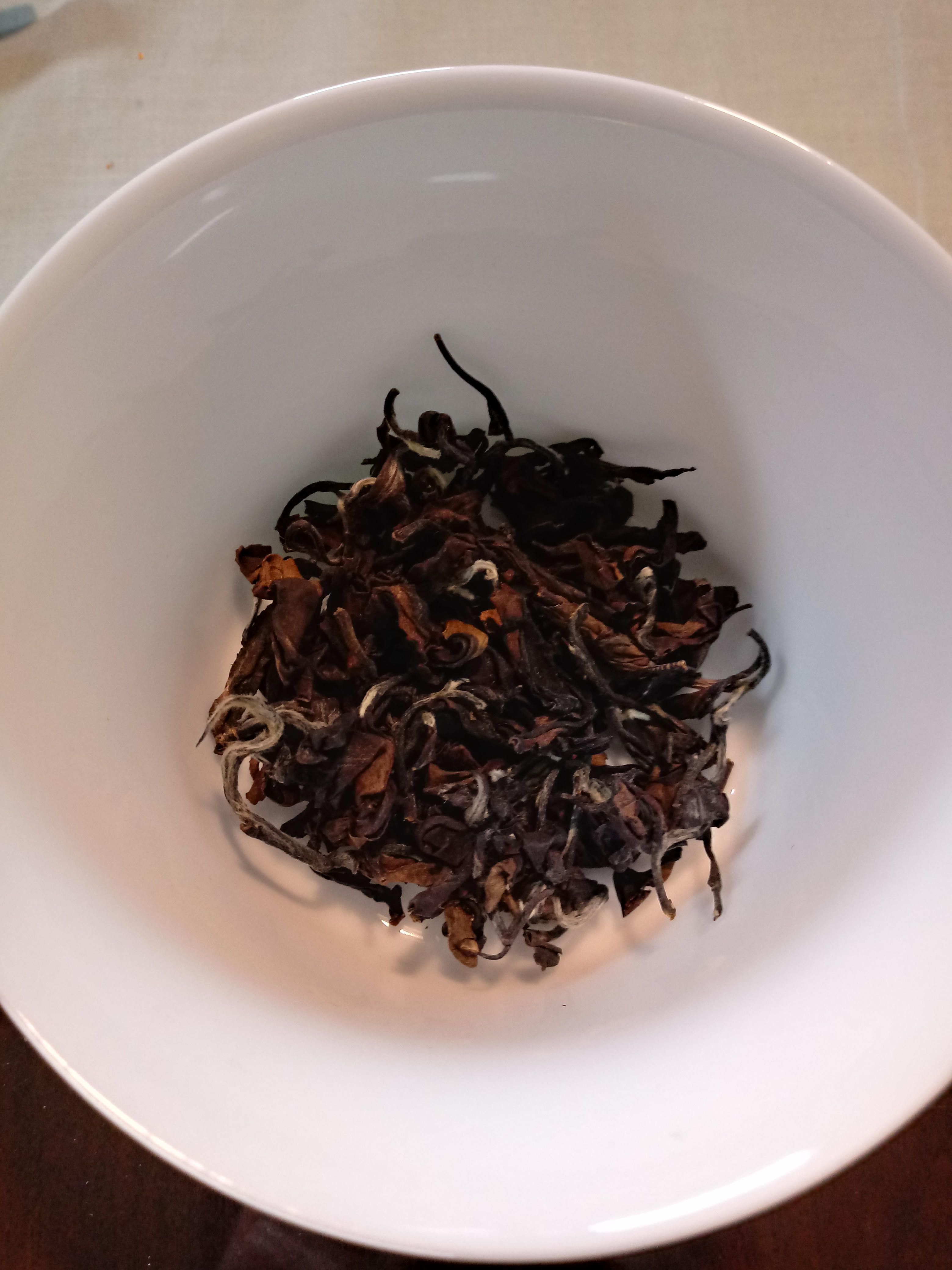
진미다원 동방미인

동방미인(중국어 간체자: 东方美人, 정체자: 東方美人, 병음: dōngfāng měirén 둥팡메이런[*])은 대만의 대표적인 우롱차(청차)이다. 병풍차(椪風茶), 팽풍차(膨風茶)라고 부르기도 한다. 원래 명칭은 차의 싹이 동물의 하얀 털을 닮았다고 해서 붙여진 백호오룡차(중국어 간체자: 白毫乌龙茶, 정체자: 白毫烏龍茶, 병음: báiháowūlóngchá 바이하오우룽차[*])였으나 영국의 빅토리아 여왕이 차에 대해 '동방의 미인(영어: Oriental beauty 오리엔탈 뷰티[*])과 같다'고 하여 붙은 별명이 유명해져서 동방미인이라고 부르게 되었다.
원래 푸젠 성 우이 산(武夷山)에서 생산하던 차이던 것을 타이완 신주 현(新竹縣)으로 가져가 재배한 것이 성공한 사례이다. 찻잎은 붉은색, 녹색, 황색, 흰색, 갈색을 골고루 띤다. 맛은 홍차와 비슷하며 향은 우롱차의 향이다. 우롱차치고 발효도가 60-80%로 높다. '부진자'라는 벌레를 이용해 유기농으로 재배하는데 이 벌레는 농약에 약하기 때문에 동방미인의 생산량은 적고 생산이 까다롭다.